# Pseudo Costantino Diogene
Pseudo Costantino Diogene, anche noto come Pseudo Leone Diogene o semplicemente come Pseudo Diogene (... – dopo il 1095), è stato un avventuriero bizantino che nel 1095, fingendosi figlio dell'imperatore Romano IV Diogene, invase l'Impero bizantino alla testa di un esercito cumano allo scopo di reclamare il trono. Riuscì ad avanzare fino ad Adrianopoli prima di essere catturato e accecato dal legittimo imperatore Alessio I Comneno.

## Nome
Sebbene sia noto che l'impostore si spacciasse per uno dei figli defunti dell'imperatore Romano IV Diogene, gli storici non sono concordi se dichiarasse di essere Costantino (nato da Anna di Bulgaria) o il suo fratellastro minore, Leone (nato da Eudocia Macrembolitissa). Per questo, alcuni storici scelgono di omettere il nome e riferirsi a lui come Pseudo Diogene.  
Secondo le fonti contemporanee, fra cui Anna Comnena, figlia di Alessio I, l'uomo "fingeva di essere Leone, il figlio di Romano morto ad Antiochia nell'anno del Signore 1073". Tuttavia, il figlio di Romano che morì ad Antiochia nel 1073 era piuttosto Costantino, e di conseguenza molti degli storici moderni correggono il riferimento della Comnena riferendosi a lui come Pseudo Costantino. 
Tuttavia, altri ritengono che l'errore sia piuttosto nel riferimento alle circostanze della morte e che l'impostore dichiarasse di essere Leone Diogene, perché Leone aveva effettivamente combattuto sul fronte del Danubio contro i Cumani, dove morì nel 1087, ed era a loro noto il suo nome e la sua parentela, cosa che avrebbe potuto spingerli ad appoggiare, consapevolmente o no, un impostore. Inoltre, l'impostore viene chiamato "Leone" (tsarevich Leon Devgenič nelle fonti Rus' contemporanee) nella storiografia russa e ucraina, nelle quali è una figura di interesse a causa del suo matrimonio con una principessa di Kiev.   

## Biografia
Secondo Anna Comnena, l'impostore era un uomo "povero e vestito di pelle di capra" arrivato a Bisanzio dall'Oriente, che iniziò a raccogliere sostenitori intorno a sé fino a dichiarare apertamente di essere figlio del defunto imperatore Romano IV e di reclamarne il trono, "usurpato" da Alessio I Comneno. Inizialmente, Alessio ignorò la cosa, fino a quando la notizia non raggiunse sua sorella Teodora, vedova di Costantino Diogene ritirata in monastero. Teodora protestò col fratello e pretese che si prendessero provvedimenti, così Alessio fece arrestare ed esiliò l'uomo a Cherson. 

Itinerario dell'invasione cumana

Qui, l'impostore si mise in contatto coi Cumani di passaggio, i quali lo aiutarono a fuggire dalla città scalando le mura. Si rifugiò presso di loro e in poco tempo ottenne il loro sostegno, in particolare dalle tribù Boniak e Tugorkhan, nella sua rivendicazione imperiale, anche se, secondo Anna, in realtà questo era probabilmente un semplice pretesto per razziare le terre bizantine. Nel 1095, guidati dallo Pseudo Diogene, superarono il Danubio e invasero i confini dell'Impero. Avanzarono rapidamente fino al Paristrion e a quel punto Alessio si mosse per affrontarli, accampandosi presso Anchialos. Alessio fece presidiare i passi balcanici, ma i Cumani si allearono coi Valacchi e riuscirono ad aggirarli, raggiungendo la Tracia. 
Qui, numerose città aprirono loro le porte acclamando lo Pseudo Diogene come imperatore, fra cui Goloe e Diabolis. Incoraggiati da ciò, i Cumani fecero un primo tentativo di attaccare Alessio in campo aperto, ma rinunciarono perché il terreno non era loro favorevole e i bizantini non si fecero indurre a inseguirli. 
A quel punto, i cumani puntarono su Adrianopoli, il cui governatore, Niceforo Briennio il Vecchio, era parente di Romano IV e per questo ritennero che li avrebbe appoggiati. Tuttavia, quando giunsero alle porte della città e Pseudo Diogene invitò lo "zio" ad aprire, il cieco Niceforo rispose che non riconosceva nella sua voce quella di nessuno dei figli di Romano e si rifiutò di aprire le porte. A quel punto i cumani misero la città sotto assedio, ma i cittadini resistettero, sfinendo gli aggressori con una serie di sortite che confluirono, dopo 48 giorni, in quella finale che costrinse i cumani a ritirarsi, non prima che Pseudo Diogene venisse frustato in viso da Marianos Mavrokatakalon.  
A quel punto uno degli ufficiali di Alessio, Alakaseus, mise a punto uno stratagemma per porre fine all'invasione. Dopo essersi rasato, frustato e sfigurato in viso, si presentò allo Pseudo Diogene dichiarando di essere stato torturato da Alessio e di volerlo per questo tradire, proclamando invece la sua fedeltà e amicizia al defunto Romano e a suo figlio. Riuscì così a convincere il pretendente a farsi da lui ospitare, insieme al suo seguito, nella fortezza di Poutza, che finse di arrendersi. Alakaseus offrì un ricco banchetto e quella stessa notte guidò una sortita bizantina che uccise tutta la delegazione cumana e prese prigioniero l'impostore. Nel mentre, Alessio attaccò a sorpresa il resto dell'esercito accampato fuori le mura e lo annientò, costringendo i sopravvissuti a ritirarsi oltre il Danubio. Il pretendente fu consegnato al droungarios Eustacio Chimineiano a Tzouroulos, che lo fece accecare da uno schiavo turco. Dopo di allora, non si sa più nulla di lui.

## Famiglia
Pseudo Diogene sposò Marica Vladimirovna, figlia di Vladimir II di Kiev, da cui ebbe un figlio, Vasilko Leonovich. Vladimir sosteneva la pretesa di Pseudo Diogene perché intendeva sfruttarla per acquisire il controllo delle città bizantine lungo il Danubio. Dopo il fallimento dei Cumani, tentò altre volte di muoversi contro i bizantini fino al 1116, quando guidò l'ultima, fallimentare campagna della Rus' di Kiev contro l'Impero bizantino.

## Giudizio storico
Sebbene abbiano regnato solo per un brevissimo periodo, il nome dei Diogene continuò ad avere un certo peso per diversi anni dopo la deposizione di Romano IV, unico imperatore della stirpe, come dimostra, oltre la vicenda dello Pseudo Diogene, la congiura promossa del 1094 da Niceforo Diogene, terzo figlio di Romano, o l'uso di un secondo pretendente Diogene durante l'invasione di Boemondo I di Antiochia il decennio seguente. 
Tuttavia, gli storici sottolineano come la vicenda dello Pseudo Diogene sia un caso particolare nella storia bizantina, così come nella storia degli avventurieri che reclamarono un trono. Infatti, malgrado Anna Comnena lo abbia denigrado descrivendolo come un ubriacone vile, volgare e bugiardo, Pseudo Diogene dimostrò qualità piuttosto spiccate e difficilmente acquisibili al tempo da un uomo di umili origini: riuscì a conquistare credibilità sia a Bisanzio che a Cherson che fra i Cumani, e durante l'invasione dimostrò di possedere sia competenze militari che un'approfondita conoscenza della politica dinastica bizantina e dei suoi personaggi.